# نسرين ستوده
نسرين سوتوده (بالفارسية: نسرين سوتوده) هي محامية إيرانية بارزة وناشطة في حقوق الإنسان. اشتهرت من خِلال دفاعها عن سياسيين ونشطاء معارضين بعد إعادة انتخاب أحمدي نجاد في 2009 مثل عيسى سحرخيز وحشمت تبرزادي، والمساجين المحكوم عليهم بالإعدام في جرائم ارتكبوها وهم قصَّر. مثّلت كذلك المحامية الحاصلة على جائزة نوبل للسلام شيرين عبادي في دعواها ضد صحيفة كيهان.
اعتُقلت في سبتمبر 2010 بتهمة الدعاية ضد النظام والعمل ضد الأمن القومي وأُودعت في سجن إيفين. تم الحكم عليها بالسجن لمدة 11 عامًا، ثم تمّ تخفيف الحكم إلى 6 سنوات بضغط من الأمم المتحدة والحكومات والمنظمات غير الحكومية المدافعة عن حقوق الإنسان كالفدرالية الدولية لحقوق الإنسان.

## أسرتها وتعليمها
وُلدت نسرين عام 1963 في أسرة متدينة تنتمي للطبقة المتوسطة. أرادت دراسة الفلسفة، وعند التحاقها باختبارات التأهل للجامعة حصلت على المركز الـ 53 لكنها لم تتمكن من دراسة الفلسفة لتدرس القانون في جامعة شهيد بهشتي بطهران، خاضت امتحان القبول بنجاح في عام 1995 لكن كان عليها الانتظار لـ 8 سنوات حتى تحصل على رخصة مزاولة المهنة. تزوجت نسرين من رضا خندان، وأنجبت منه طفلين، وتُشيد به لكونه رجلًا متحضرًا يَقفُ إلى جانبها ويعينها على مواصلة نضالها.

## عملها ونشاطها
بدأت نسرين عملها في المكتب القانوني لوزارة الإسكان، وبعد عامين انضمت للجناح القانوني لبنك تجارت، وقد انخرطت وقتذاك في العمل على حل أزمة الرهائن.
بداية نشاطها في مجال حقوق المرأة كان عبارة عن مجموعة من المقابلات والتقارير والمقالات المقدَّمة لجريدة دريتشة والتي رفضها رئيس التحرير؛ مما جعل نسرين أكثر عزمًا على المضي في الدفاع عن حقوق المرأة.
تُعد نسرين أحد أنشط المحامين في إيران، ويتضمن عملها الدفاع عن الأطفال والأمهات المُعتدى عليهم، وحماية الأطفال الذين تعرضوا للعنف كما تعملُ لصالحِ الأطفال الذين تعرضوا للمعاملة السيئة من قِبل آبائهم، وتؤمن نسرين أن الآباء الذين يرتكبون جرائم الاعتداء على الأطفال هم مرضى أو ضحايا اعتداء سابق، وفي حاجة إلى رعاية وعلاج نفسي، وتأمل أن توفر المحاكم أخصائيين نفسيين للتعامل مع الأطفال ضحايا العنف والاعتداء.
قبل اعتقالها، دافعت شيرين عن نشطاء وصحفيين كعيسى سحرخيز وحشمت تبرزادي وناهد كيشافارز وبارفين أردلان وأميد معماريان ورويا تولوي وقضايا جنائية وقضايا اعتداء على الأطفال، كما عملت مع المحامية الحاصلة على جائزة نوبلُ شيرين عبادي في المركز الذي أسّسته للدفاع عن حقوق الإنسان. ظهرت في فيلم «تاكسي» الذي صدرَ عام 2015 مع المخرج الإيراني جعفر بناهي، وتحدثت عن الصعوبات التي يواجهها المعارضون والمدافعون عن حقوق الإنسان في إيران.

## اعتقالها ومحاكمتها
في 28 أغسطس 2010 داهمت السلطات الإيرانية مكتب نسرين، وفي ذلك الوقت كانت تدافع عن زهرة بهرامي الهولندية الإيرانية المتهمة بجرائم أمنية، ولم يتضح سبب الهجوم وإن كان متعلقًا بدفاعها عن بهرامي أم لا. في 4 سبتمبر 2010 اعتُقلت نسرين بتهمة الدعاية ضد النظام والعمل ضد الأمن القومي. نددت صحيفة واشنطن بوست بما حدث مشيرة إلى أنه يسلط الضوء على الحملة التي يشنها النظام على المحامين المدافعين عن الصحفيين والنشطاء والسياسيين المعارضين. كما أصدرت منظمة العفو الدولية نداءً عاجلًا للإفراج عنها، ووصفتها بأنها سجينة رأي مشيرةً إلا أنها معرضة لخطر التعذيب وسوء المعاملة. أودِعت نسرين في سجن إيفين ووضعت في الحبس الانفرادي. كما طالبت شيرين عبادي بإطلاق سراحها وأبدت قلقها بشأن صحتها وصرحت بأن: «نسرين واحدة من قلة متبقية من المحامين الشجعان المدافعين عن حقوق الإنسان، رغم ما ينطوي عليه الدفاع عن ضحايا انتهاكات حقوق الإنسان في إيران»، ونادى بالإفراج عنها كذلك الرئيس التشيكي السابق فاتسلاف هافيل والكاتبة زهراء رهنورد زوجة زعيم المعارضة مير حسين موسوي.
في 9 يناير 2011 حكمت السلطات الإيرانية على نسرين بالسجن 11 سنة ومنعها من السفر ومن مزاولة مهنة المحاماة لمدة 20 عامًا. وفي منتصف سبتمبر 2011 خفضت محكمة الاستئناف العقوبة إلى السجن 6 سنوات وتعليق رخصة ممارسة المحاماة إلى 10 سنوات.

### الإضراب عن الطعام
في 25 سبتمبر 2010 بدأت نسرين إضرابًا عن الطعام احتجاجًا على حظر المكالمات الهاتفية والزيارات من أسرتها، وأنهته بعد 4 أسابيع في 23 أكتوبر على حد قول زوجها.
في 17 أكتوبر 2012 بدأت إضرابًا آخر احتجاجًا على القيود المفروضة على الزيارات العائلية ومنع ابنتها من السفر، وفي اليوم الـ 47 وصف زوجها حالتها كالآتي: «حالتها الصحية مزرية ولا أتوقع صمودها حتى زيارتنا التالية، الدوخة وضعف البصر والمشية غير المتزنة وانخفاض الضغط كلها علامات لتدهور الحالة الصحية، إلى جانب النحول الشديد.» في 4 ديسمبر 2012 أنهت نسرين إضرابها الذي استمر 49 يومًا والذي أسفر عن خسارتها 59 باوندًا، بعد زيارة قصيرة من بعض أعضاء البرلمان الذين نفذوا طلبها برفع الحظر عن ابنتها والسماح لها بالسفر.

### ردود الأفعال العالمية

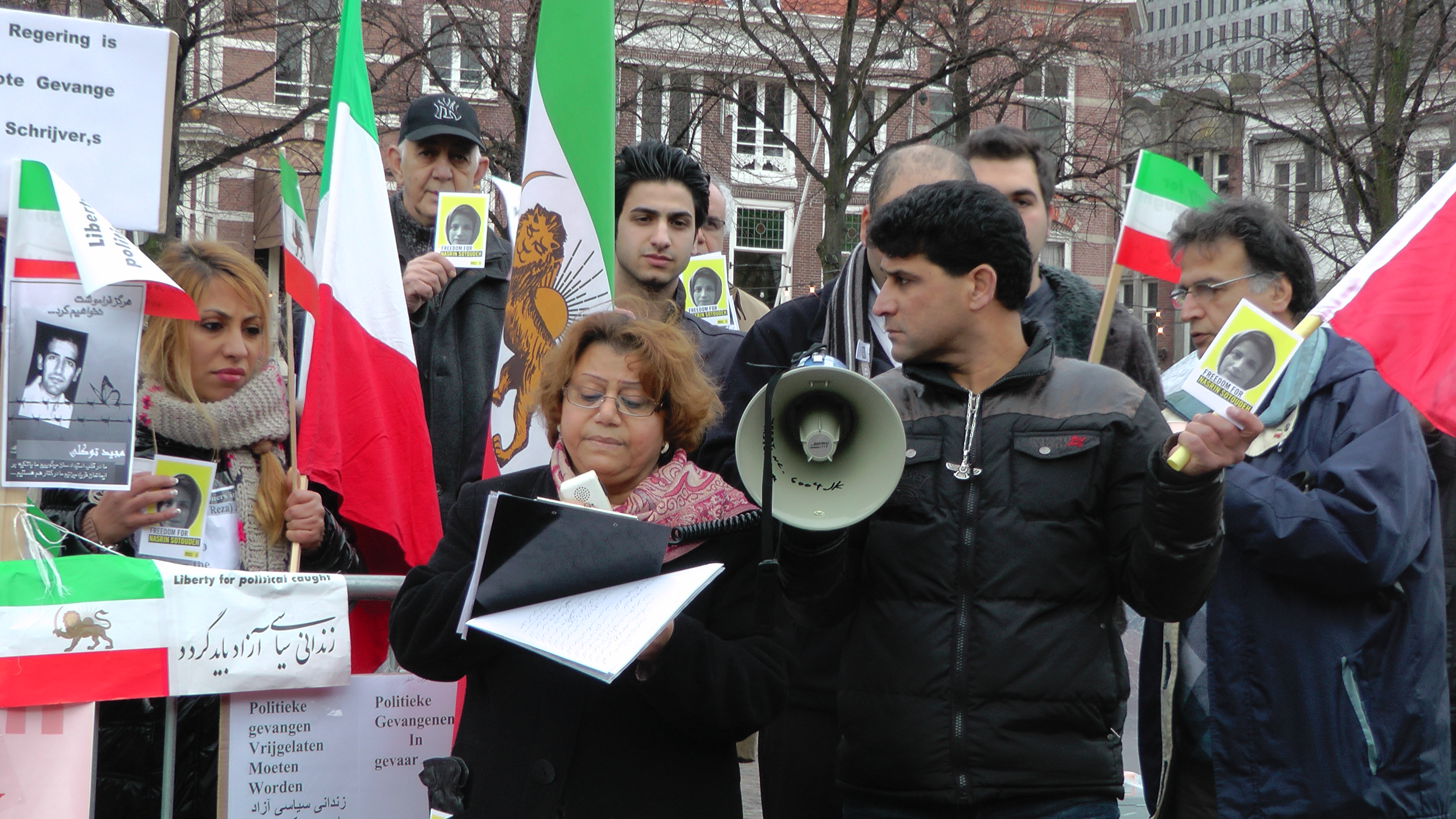
إيرانيون يتظاهرون أمام البرلمان الهولندي في لاهاي للمطالبة بالإفراج عن نسرين سوتوده في 15 ديسمبر 2012

أدان المجتمع الدولي اعتقال نسرين سوتوده، وفي أكتوبر 2010 انضمت الحملة الدولية لحقوق الإنسان في إيران وهيومن رايتس ووتش واللجنة الدولية للحقوقيين، والاتحاد الدولي لحقوق الإنسان والفدرالية الدولية لحقوق الإنسان والرابطة الإيرانية للدفاع عن حقوق الإنسان والاتحاد الدولي للمحامين والمنظمة الدولية لمناهضة التعذيب لمنظمة العفو الدولية في بيان مشترك يشجب اعتقال نسرين ويطالب بالإفراج عنها فورًا. فيما أدانت الولايات المتحدة ما أسمته «الحكم الجائر والقاسي» ضد نسرين التي أطلقت عليها لقبَ «صوت العدالة والقانون القوي في إيران». في 20 ديسمبر 2010 عقدت منظمة العفو الدولية احتجاجًا ليوم كامل في السفارة الإيرانية في لندن للتنديد باعتقال نسرين، ثمّ في يناير 2011 أجرت الجمعية القانونية بإنجلترا وويلز اتصالًا هاتفيًّا يطالب بإطلاق سراحها.
في 26 أكتوبر 2012 فازت نسرين سوتوده بجائزة سخاروف لحرية الفكر بالمناصفة مع المخرج الإيراني جعفر بناهي، وقد وصفهما رئيس البرلمان الأوروبي مارتن شولتز بأنهما «رجل وامراة لم يرضخا للتخويف والترهيب، وقررا وضع مصلحة الوطن قبل مصلحتهما». لم تتمكن نسرين بالطبع من حضور حفل التكريم؛ فتسلمتها المحامية شيرين عبادي نيابةً عنها. وقد صرَّحت الممثل السامي للاتحاد الأوروبي لشؤون السياسة الخارجية كاترين أشتون قائلةً: «أنا أتابع قضية نسرين سوتوده وغيرها من المدافعين عن حقوق الإنسان باهتمام كبير، وسوف نستمر في حملتنا لإسقاط التهم الموجهة إليهم، ونحن نتطلع لإيران التي تحترم معاهدات حقوق الإنسان التي وقعت عليها.»
وفي 31 أكتوبر 2012 طالبت شيرين عبادي مع ست منظمات حقوقية هي: منظمة العفو الدولية وهيومن رايتس ووتش والحملة الدولية لحقوق الإنسان في إيران ومراسلون بلا حدود والاتحاد الدّولي لحقوق الإنسان والرابطة الإيرانية للدفاع عن حقوق الإنسان بوضع حد للمعاملة السيئة التي تتلقاها نسرين.

### إطلاق سراحها
أُطلِق سراح نسرين سوتوده في 18 سبتمبر 2013 مع 10 مساجين سياسيين آخرين من بينهم زعيم المعارضة محسن أمين زاده. يأتي ذلك قبل يوم واحد من توجه الرئيس حسن روحاني إلى الولايات المتحدة لحضور اجتماعات الجمعية العمومية للأمم المتحدة، ولم يقدم أي تفسير للإفراج المبكر عنها.

## جوائز وتكريمات
- 13 أبريل 2011: جائزة باربارا جولدسميث لحرية الكتابة.[32][33]
- جائزة كلية الحقوق بجامعة جنوب إلينوي (2011).[34]
- ميدالية جوزيب موتة (2011).[35]
- 10 ديسمبر 2010: جائزة سخاروف لحرية الفكر.[5][21]

## روابط خارجية
- نسرين ستوده على موقع IMDb (الإنجليزية)
- نسرين ستوده على موقع مونزينجر (الألمانية)
- فيلم «تاكسي» في قاعدة بيانات الأفلام على الإنترنت